# Michael Bishop
Michael Bishop (Lincoln, 12 novembre 1945 – Pine Mountain, 13 novembre 2023) è stato uno scrittore di fantascienza statunitense.

## Carriera letteraria
Laureato all'Università della Georgia, iniziò a pubblicare racconti nel 1970; alcune di queste sue prime storie, ambientate nella provincia americana, furono poi inserite nella raccolta Catacomb Years (1979); del 1977 è il romanzo A Little Knowledge.
Uno dei suoi primi successi è stato Occhi di fuoco (Eyes of Fire), scritto nel 1975 e pubblicato con il titolo A Funeral for the Eyes of Fire, ma riveduto e modificato nel 1980. Accanto alla suggestioni della cosiddetta fantascienza hard, il romanzo apre un attento esame intorno al problema dei pregiudizi razziali e delle persecuzioni religiose.
Bishop è un grande estimatore di Philip K. Dick, e a lui ha dedicato il romanzo L'alternativa (Philip K. Dick Is Dead, Alas, 1988). Gli altri suoi libri più importanti sono Il segreto degli Asadi (Transfigurations, 1979) – che in qualche modo è legato all'eredità di Joseph Conrad – e Il tempo è il solo nemico (No Enemy But Time, 1982) storia di viaggi temporali avente per protagonista un giovane dotato di eccezionali poteri mentali.
Con Ian Watson scrisse Il mistero dei Kyber (Under Heaven's Bridge, 1981). In Count Geiger's Blues (1992) narrò le gesta di un supereroe in una America parallela, perdendo il più marcato senso di science-fiction di molti lavori precedenti. Nel 1994 presentò invece, con Fragili stagioni (Brittle Innings), l'idea di un seguito satirico del famoso Frankenstein di Mary Shelley (1818), provando a ripercorrere il campionato di baseball del 1943 di una lega statunitense minore.
In anni più recenti ha continuato la sua produzione di storie brevi accostandosi anche alla detective fiction. L'attitudine a cimentarsi in generi differenti, per staccarsi dalla letteratura di genere, ha finito col limitarne la popolarità. Tuttavia le sue opere più significative restano confinate nella fantascienza.
I racconti di Bishop sono riuniti in varie antologie, da Close Encounters with the Deity (1986) e At the City Limits of Fate (1989) fino alla più recente How Beautiful with Banners (2000).
Nel 2007 la vita dell'autore è stata funestata dalla morte del figlio Christopher James ("Jamie") Bishop, una delle vittime del Massacro al Virginia Polytechnic Institute, avvenuto il 16 aprile di quell'anno.
Michael Bishop ha partecipato nel maggio 2013 alla convention Italcon, presso il Centro Congressi di Bellaria, in provincia di Rimini, come ospite d'onore dell'edizione dell'anno.